# Çobanpınarı (Kozan)
Çobanpınarı (türkisch für Hirtenquelle) ist ein Ortsteil (Mahalle) im Landkreis Kozan der türkischen Provinz Adana mit 320 Einwohnern (Stand: Ende 2024). Im Jahr 2011 hatte der Ort 462 Einwohner.